# Tambon Wiang (Chiang Khong)
Tambon Wiang (Thai: เวียง) is een tambon in de amphoe Chiang Khong in de changwat Chiang Rai. De tambon telde in 2005 12.311 inwoners en bestaat uit 14 mubans.